# Danny Nicolay
Danny Nicolay (Almere, 12 november 1973) is een Nederlandse zanger.

## Loopbaan
Danny Nicolay wilde in 2003 deelnemen aan het Nationaal Songfestival, maar zijn liedje Waanzinnig werd niet geselecteerd door de selectiecommissie. Vervolgens schreef hij zich in voor het Alternatief Songfestival van Man Bijt Hond. Dit wist hij te winnen. De volgende single werd De geur van je huid!. Deze stond 2 weken (# 78) in de Single Top 100, oktober 2002. Opvolger Wat een nacht kwam in april 2005 tot een 37e plaats in de Single Top 100.

## De Toppers
In 2011 is Nicolay heel even een Topper geweest. De Toppers, een zanggroep van  Gordon (ex-lid), Gerard Joling, René Froger en Jeroen van der Boom, zocht in 2011 naar een vijfde Topper, om op drie avonden een medley mee te zingen. Er werden vijf weken audities gedaan op www.5minuten.tv. Iedereen kon meedoen. Elke week werd de Week-winnaar uitgekozen door de Toppers zelf. De vijf finalisten moesten het tegen elkaar opnemen en uiteindelijk kozen de Toppers de winnaar, en deze mocht de medley meezingen. De Toppers konden niet een enkel iemand kiezen, dus werd Nicolay samen met Judith Peters gekozen.

## GENTS
In 2015 was er sprake van een jongere versie van De Toppers, die zou moeten gaan opereren onder de naam GENTS. De zangers Danny Nicolay, Wesley Klein en Danny Froger, zoon van René Froger, vormen de gelegenheidsformatie. De debuutsingle van het trio was Dans & Zing en kwam uiteindelijk als nummer 33 in de Single Top 100. In 2013, 2014 & 2015 traden Klein, Nicolay en Froger op tijdens de Halftime Show van Toppers in Concert. In 2017 verliet Klein de groep en werd vervangen door Yves Berendse. Samen traden ze op in de Halftime Show van Toppers in Concert 2017.

## Discografie

### Singles
| Single met eventuele hitnotering(en) in de Nederlandse Top 40 | Datum van verschijnen | Datum van binnenkomst | Hoogste positie | Aantal weken | Opmerkingen                                                   |
| ------------------------------------------------------------- | --------------------- | --------------------- | --------------- | ------------ | ------------------------------------------------------------- |
| De geur van je huid!                                          | 2002                  | -                     |                 |              | Nr. 78 in de Single Top 100                                   |
| Sterren en de maan                                            | 2003                  | -                     |                 |              | Nr. 66 in de Single Top 100                                   |
| Wat een nacht                                                 | 2005                  | -                     |                 |              | Nr. 37 in de Single Top 100                                   |
| Sprookjes met een happy end                                   | 2007                  | -                     |                 |              | Nr. 37 in de Single Top 100                                   |
| Achtbaan voor een nacht                                       | 2008                  | -                     |                 |              | Nr. 17 in de Single Top 100                                   |
| Niet zo lelijk kijken                                         | 2008                  | -                     |                 |              | Nr. 67 in de Single Top 100                                   |
| Adembenemend                                                  | 2010                  | -                     |                 |              | Nr. 53 in de Single Top 100                                   |
| Ongelofelijk                                                  | 2010                  | -                     |                 |              | Nr. 58 in de Single Top 100                                   |
| 1000 Sterren                                                  | 2011                  | -                     |                 |              | Nr. 39 in de Single Top 100                                   |
| Nee!                                                          | 2011                  | -                     |                 |              | Nr. 73 in de Single Top 100                                   |
| Je moest eens weten                                           | 2013                  | -                     |                 |              | Nr. 82 in de Single Top 100                                   |
| Dans en zing                                                  | 2014                  | -                     |                 |              | met Wesley Klein & Danny Froger / Nr. 33 in de Single Top 100 |

| Single met hitnotering(en) in de Vlaamse Ultratop 50 | Datum van verschijnen | Datum van binnenkomst | Hoogste positie | Aantal weken | Opmerkingen                     |
| ---------------------------------------------------- | --------------------- | --------------------- | --------------- | ------------ | ------------------------------- |
| Dans en zing                                         | 2014                  | 24-05-2014            | tip86*          |              | met Wesley Klein & Danny Froger |